# 道森峰
83°50′S 162°33′E / 83.833°S 162.550°E
道森峰（英語：Dawson Peak）是南極洲的山峰，位於沙克爾頓海岸，處於毛德王后山脈的皮西奧托山西南面9公里，海拔高度2,070米，由英國南極名稱諮詢委員會命名，現時由南極條約體系管理。